# Puccinia plagianthi
Puccinia plagianthi är en svampart som beskrevs av McAlpine 1895. Puccinia plagianthi ingår i släktet Puccinia och familjen Pucciniaceae.   Inga underarter finns listade i Catalogue of Life.